# Tame Horomona Rehe

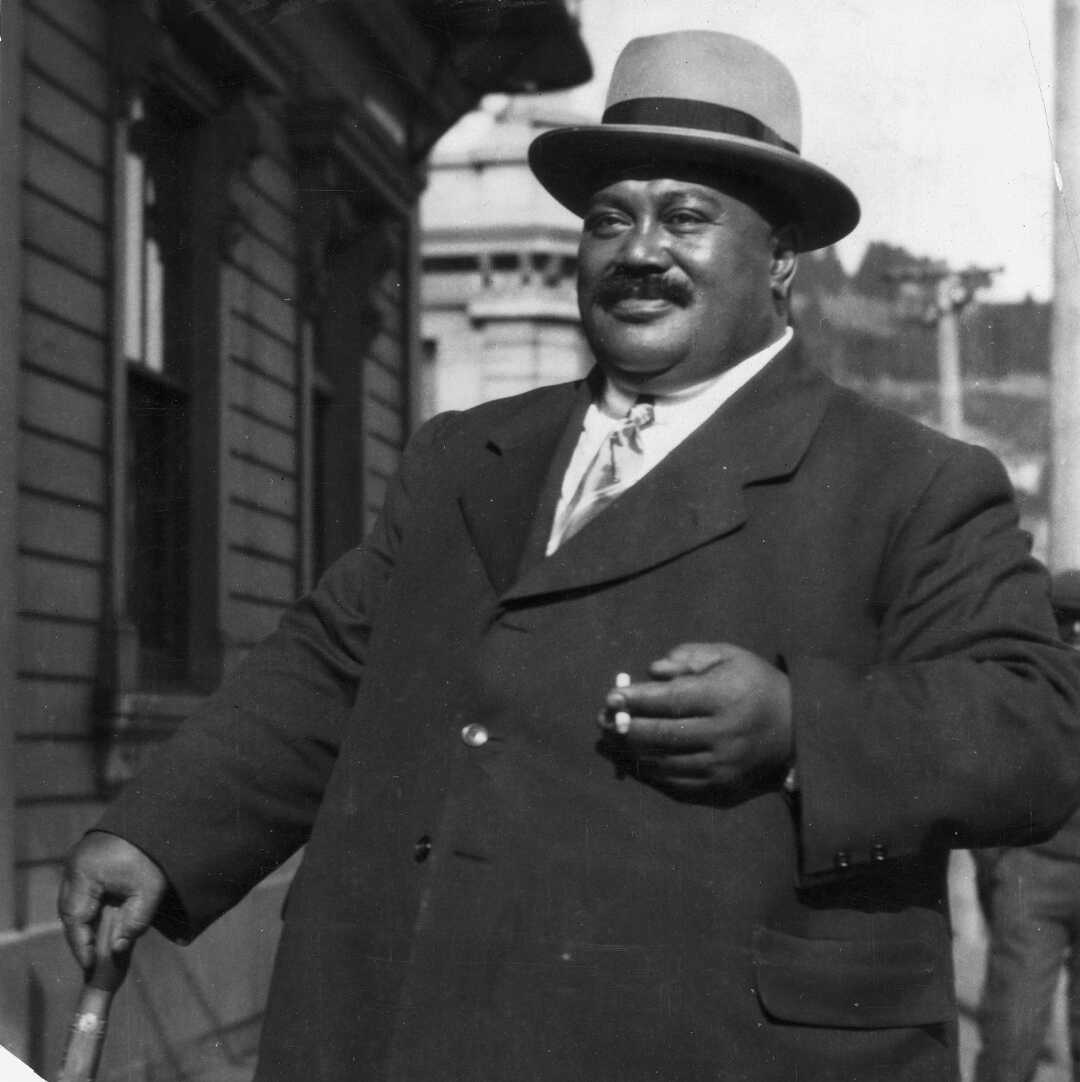
Tame Horomona Rehe

Tame Horomona Rehe (* 7. Mai 1884 in Waikaripi, Chatham Island; † 19. März 1933 in Manukau, Owenga, Chatham Island), englischsprachig bekannt als Tommy Solomon, war Farmer auf den Chatham Islands und der letzte überlebende Moriori in Neuseeland, der nicht einer Mischehe entstammte. Mit seinem Tod galt das Volk der Moriori offiziell als ausgestorben.

## Leben und Wirken
Tame Horomona Rehe wurde am 7. Mai 1884 als einzig überlebendes Kind von Rangitapua Horomona Rehe und Ihimaera Te Teira in Waikaripi auf der Chatham Island geboren. Seine Eltern waren Mitglieder der Owenga- und Otonga-Stämme. 1897 verließ er die Primary School, um seinem Vater auf dem Land zu helfen.
Am 30. September 1903 heiratete er Ada Fowler, die dem Iwi Ngāi Tahu von Arowhenua entstammte. Aus der Ehe gingen keine Kinder hervor. Tame Horomona Rehe wurde Schafzüchter und baute seine Farm nahe Manukau Point im Südosten der Hauptinsel auf 1.800 Acres mit 7.000 Schafen aus. Sein Vater und seine Frau starben 1915. Ein Jahr später heiratete er am 21. Oktober 1916 die Nichte seiner Frau. Sie sollten fünf Kinder großziehen.
1924 schloss er sich der politisch-religiösen Rātana-Bewegung an. Gäste, die zu den Chathams kamen, um die Geschichte der Moriori zu studieren und Untersuchungen anzustellen, wurden stets an ihn verwiesen, und Nachfahren der Moriori sahen in ihm ihren Community Leader. Durch sein Engagement förderte er den Sport auf den Inseln, was ihm zusätzliche Anerkennung brachte. Seine Bekanntheit wurde auch durch sein Auftreten und seine stets in dunklem Anzug gekleidete stattliche Statur unterstützt. Gewichtsangaben über ihn schwankten zwischen 22 und 30 Stones (140–190 kg).
Tame Horomona Rehe starb am 19. März 1933 an einer Lungenentzündung und Herzversagen. Ihm zu Ehren wurde am Ende der Straße zum Manukau Point im Südosten der Insel Rekohu eine lebensgroße Statue als Denkmal gesetzt.